# Az Oscar-díjak statisztikái: Legalább 10 jelölést elért filmek
Oscar-díj statisztikák: Legalább 10 jelölést szerzett filmek érvényes statisztikák:

## 14 jelölés
- Mindent Éváról, 20th Century Fox, 1950 (6 díj)
- Titanic, 20th Century Fox és Paramount, 1997 (11 díj)
- Kaliforniai álom, Lions Gate Entertainment és Summit Entertainment, 2016 (6 díj)

## 13 jelölés
- Elfújta a szél, Metro-Goldwyn-Mayer, 1939 (8 díj, plusz 1 speciális díj és egy Sci/Tech díj)
- Most és mindörökké, Columbia, 1953 (8 díj)
- Mary Poppins, Buena Vista Distribution Company, 1964 (5 díj)
- Nem félünk a farkastól, Warner Bros., 1966 (5 díj)
- Forrest Gump, Paramount, 1994 (6 díj)
- Szerelmes Shakespeare, Miramax, 1998 (7 díj)
- A Gyűrűk Ura: A Gyűrű Szövetsége, New Line Cinema, 2001 (4 díj)
- Chicago, Miramax, 2002 (6 díj)
- Benjamin Button különös élete, Paramount és Warner Bros., 2008 (3 díj)
- A víz érintése, TSG Entertainment és Double Dare You Productions, 2017 (4 díj)

## 12 jelölés
- Mrs. Miniver, Metro-Goldwyn-Mayer, 1942 (6 díj)
- Bernadette, 20th Century Fox, 1943 (4 díj)
- Johnny Belinda, Warner Bros., 1948 (1 díj)
- A vágy villamosa, Warner Bros., 1951 (4 díj)
- A rakparton, Columbia, 1954 (8 díj)
- Ben-Hur, Metro-Goldwyn-Mayer, 1959 (11 díj)
- Becket, Paramount, 1964 (1 díj)
- My Fair Lady, Warner Bros., 1964 (8 díj)
- Vörösök, Paramount, 1981 (3 díj)
- Farkasokkal táncoló, Orion, 1990 (7 díj)
- Schindler listája, Universal, 1993 (7 díj)
- Az angol beteg, Miramax, 1996 (9 díj)
- Gladiátor, DreamWorks és Universal, 2000 (5 díj)
- A király beszéde, The Weinstein Company és Momentum Pictures, 2011 (4 díj)
- Lincoln, DreamWorks és 20th Century Fox, 2013 (2 díj)
- A visszatérő, 20th Century Fox, 2015 (3 díj)

## 11 jelölés
- Becsületből elégtelen, Columbia, 1939 (1 díj)
- A Manderley-ház asszonya, United Artists, 1940 (2 díj)
- York őrmester, Warner Bros., 1941 (2 díj)
- A Yankee-k dicsősége, RKO Pictures, 1942 (1 díj)
- Alkony sugárút, Paramount, 1950 (3 díj)
- Ítélet Nürnbergben, United Artists, 1961 (2 díj)
- West Side Story, United Artists, 1961 (10 díj)
- Oliver!, Columbia, 1968 (5 díj, plusz 1 életmű díj)
- Kínai negyed, Paramount, 1974 (1 díj)
- A keresztapa II., Paramount, 1974 (6 díj)
- Júlia, 20th Century Fox, 1977 (3 díj)
- Fordulópont, 20th Century Fox, 1977 (0 díj)
- Gandhi, Columbia, 1982 (8 díj)
- Becéző szavak, Paramount, 1983 (5 díj)
- Amadeus, Orion, 1984 (8 díj)
- Út Indiába, Columbia, 1984 (2 díj)
- Bíborszín, Warner Bros., 1985 (0 díj)
- Távol Afrikától, Universal, 1985 (7 díj)
- Ryan közlegény megmentése, DreamWorks és Paramount, 1998 (5 díj)
- A Gyűrűk Ura: A király visszatér, New Line Cinema, 2003 (11 díj)
- Aviátor, Miramax, Initial Entertainment Group és Warner Bros., 2004 (5 díj)
- A leleményes Hugo, Paramount és GK Films, 2011 (5 díj)
- Pi élete, 20th Century Fox, 2012 (4 díj)

## 10 jelölés
- Zola élete, Warner Bros., 1937 (3 díj)
- Hová lettél, drága völgyünk?, 20th Century Fox, 1941 (5 díj)
- A magam útját járom, Paramount, 1944 (7 díj)
- Wilson, 20th Century Fox, 1944 (5 díj)
- Római vakáció, Paramount, 1953 (3 díj)
- Óriás, Warner Bros., 1956 (1 díj)
- Sajonara, Warner Bros., 1957 (4 díj)
- Legénylakás, United Artists, 1960 (5 díj)
- Arábiai Lawrence, Columbia, 1962 (7 díj)
- Tom Jones, United Artists, 1963 (4 díj)
- Doktor Zsivágó, Metro-Goldwyn-Mayer, 1965 (5 díj)
- A muzsika hangja, 20th Century Fox, 1965 (5 díj)
- Bonnie és Clyde, Warner Bros., 1967 (2 díj)
- Találd ki, ki jön vacsorára!, Columbia, 1967 (2 díj)
- Anna ezer napja, Universal, 1969 (1 díj)
- Airport, Universal, 1970 (1 díj)
- A tábornok, 20th Century Fox, 1970 (7 díj)
- Kabaré, Allied Artists, 1972 (8 díj)
- A keresztapa, Paramount, 1972 (3 díj)
- Az ördögűző, Warner Bros., 1973 (2 díj)
- A nagy balhé, Universal, 1973 (7 díj)
- Hálózat, Metro-Goldwyn-Mayer/United Artists, 1976 (4 díj)
- Rocky, United Artists, 1976 (3 díj)
- Csillagok háborúja, 20th Century Fox, 1977 (6 díj, plusz 1 különdíj)
- Az aranytó, Universal, 1981 (3 díj)
- Aranyoskám, Columbia, 1982 (1 díj)
- Bugsy, TriStar, 1991 (2 díj)
- A rettenthetetlen, Paramount, 1995 (5 díj)
- Tigris és sárkány, Sony Pictures Classics, 2000 (4 díj)
- New York bandái, Miramax, 2002 (0 díj)
- Kapitány és katona: A világ túlsó oldalán, 20th Century Fox, 2003 (2 díj)
- Gettómilliomos, Fox Searchlight Pictures, 2008 (8 díj)
- A félszemű, Paramount 2010 (0 díj)
- The Artist – A némafilmes, Warner Bros. 2011 (5 díj)
- Gravitáció, Warner Bros. 2014 (7 díj)[1]
- Amerikai botrány, Atlas Entertainment 2014 (0 díj)[1]
- Mad Max – A harag útja, Kennedy Miller Mitchell és Dune Entertainment, Village Roadshow Pictures, 2015 (6 díj)